# Vakok Világszövetsége
A Vakok Világszövetsége (World Blind Union, WBU) egy nemzetközi szervezet, amely más szervezetekből áll, nem közvetlenül egyének a tagjai. Kb. 285 millió embert tömörít világszerte, akik vakok vagy gyengén látók. 

## Története, hatásköre és szervezete
A World Blind Union 1984-ben alakult át az Unió az International Federation of the Blind (IFB) és a World Council for a Welfare of the Blind (WCWB) szervezetekből.
A WBU nem politikai, nem vallási, nem kormányzati és nonprofit szervezet. Tagjai 190 ország és nemzetközi szervezet, amelyek a látászavar területén dolgoznak. A WBU hat régióban végzi munkáját. Ezek a következők: Afrika, Ázsia, Ázsiai és Csendes-óceáni Gazdasági Együttműködés, Európa, Latin-Amerika és Észak-Amerika, valamint a Karib-térség. Az Uniót egy tisztviselői testület irányítja, amely hat nemzetközileg megválasztott tisztségviselőből és a hat regionális elnökből, valamint végrehajtó bizottságból áll. A WBU adminisztratív irodája Kanadában,  Torontóban található, és jelenleg három alkalmazottja van: egy elnök, Fredric Schroeder és két alelnök. Annak érdekében, hogy pénzt szerezzenek a munkájukért, a Világszövetség jótékonysági szervezetként regisztrált a Revenue Canada Agency keretében. 2001 óta a WBU szervezi a Braille-írás nemzetközi napját.

## Célja
Az Unió kijelentett célja egy olyan globális közösség, ahol a vakok vagy gyengénlátók olyan személyek, akik egyenlő alapon részt vehetnek az általuk választott élet bármely területén.
Célja a vakok és a látássérültek világszerte mozgása, akik a saját nevükben cselekednek, hogy jobb és biztonságosabb helyet nyújtsanak a vakoknak és gyengénlátóknak. A WBU meg akarja szüntetni a vakok és a fogyatékossággal élőkkel szembeni előítéleteket, előmozdítani a vakok bizonyított képességei iránti meggyőződését, és teljes körű részvételt a társadalomban. Ezeket a célokat az olyan bizottságok és munkacsoportok dolgozzák fel, amelyek olyan speciális kérdésekkel foglalkoznak, mint a technológia, a mobilitás és a szállítás. Vannak olyan különleges érdekcsoportok is, amelyek foglalkoznak a vak és gyengénlátó idősek, fiatalok, gyermekek különleges problémáival.
Van egy WBU-alkotmány, amely elérhető a szervezet honlapján, amely meghatározza a tagság feltételeit, valamint a tagországok és a tagországokat képviselő nemzeti vakszervezetek előnyeit és kötelezettségeit. Minden olyan ország, amely teljesíti a WBU Alkotmányában megállapított feltételeket, üdvözli a tagok jogát, hogy véleményüket és nézeteiket szabadon és a hátrányos megkülönböztetéstől való félelem nélkül fejezzék ki. A WBU tanácsadói státusszal rendelkezik az ENSZ-ügynökségekben és az ECOSOC-ban .

## Fordítás
Ez a szócikk részben vagy egészben  a   World Blind Union című angol Wikipédia-szócikk ezen változatának fordításán alapul.  Az eredeti cikk szerkesztőit annak laptörténete sorolja fel. Ez a jelzés csupán a megfogalmazás eredetét és a szerzői jogokat jelzi, nem szolgál a cikkben szereplő információk forrásmegjelöléseként.

## Külső hivatkozások
- WBU description and statement of purpose
- WBU official website